# Waconia (Minnesota)
Waconia es una ciudad ubicada en el condado de Carver en el estado estadounidense de Minnesota. En el Censo de 2010 tenía una población de 10697 habitantes y una densidad poblacional de 941,45 personas por km².

## Geografía
Waconia se encuentra ubicada en las coordenadas 44°50′27″N 93°47′40″O / 44.84083, -93.79444. Según la Oficina del Censo de los Estados Unidos, Waconia tiene una superficie total de 11.36 km², de la cual 11.24 km² corresponden a tierra firme y (1.05%) 0.12 km² es agua.

## Demografía
Según el censo de 2010, había 10697 personas residiendo en Waconia. La densidad de población era de 941,45 hab./km². De los 10697 habitantes, Waconia estaba compuesto por el 95.69% blancos, el 1.06% eran afroamericanos, el 0.27% eran amerindios, el 1.11% eran asiáticos, el 0.02% eran isleños del Pacífico, el 0.71% eran de otras razas y el 1.14% pertenecían a dos o más razas. Del total de la población el 2.49% eran hispanos o latinos de cualquier raza.